# Three States
Three States è una comunità non incorporata situata tra la parrocchia di Caddo, nella Louisiana, la contea di Miller, nell'Arkansas e la contea di Cass, nel Texas. La comunità è al punto in cui tre stati si incontrano: Texas, Arkansas e Louisiana. Nel 2000, la popolazione era di 45 abitanti. Il lato della Louisiana di Three States fa parte dell'area metropolitana di Shreveport-Bossier City, mentre il lato dell'Arkansas fa parte dell'area metropolitana di Texarkana. Three States ha la particolarità di essere forse l'unica comunità negli Stati Uniti che fa parte di due aree metropolitane.